# نیوتون، شهرستان ورنون، ویسکانسین
نیوتون (به انگلیسی: Newton) یک منطقهٔ مسکونی در ایالات متحده آمریکا است که در شهرستان ورنن، ویسکانسین واقع شده‌است. نیوتون ۲۲۰٫۹۸ متر بالاتر از سطح دریا واقع شده‌است.